# Tibero
Der Tibero war ein Volumenmaß in Tripolitanien, einer historischen Region Libyens, und wurde als sogenanntes Frucht- und Getreidemaß verwendet.
- 1 Tibero = 823 Pariser Kubikzoll = 16,3 Liter
- 1 Caffise = 20 Tiberi[1]